# Colaspis recurva
Colaspis recurva är en skalbaggsart som beskrevs av Blake 1974. Colaspis recurva ingår i släktet Colaspis och familjen bladbaggar. Inga underarter finns listade i Catalogue of Life.